# Mladen Đurđević
Mladen Đurđević (Branjin Vrh / Šećerana/, 5. siječnja 1944. – Osijek, 30. listopada 2004.), križaljkaš, jedan od najistaknutijih u hrvatskoj i srpskoj enigmatici. Osnovnu školu pohađao u Šumarini (1. r.), Šećerani (2-4. r.) i Belom Manastiru (5-8. r.), a srednju ekonomsku školu završio u Osijeku. Radni vijek proveo kao knjigovođa na "Belju", komercijalist u darđanskoj "Agrogradnji" i bankarski službenik (voditelj ispostave Privredne banke u Dardi). Dugogodišnji športski aktivist i neprofesionalni fotograf (fotografije objavljivao u brojnim listovima i časopisima). Prvu križaljku objavio 1. studenoga 1960. u osječkom "Rebusu". Objavio na tisuće križaljka (prestao ih brojiti nakon 5000) u mnogim jugoslavenskim, hrvatskim i srpskim enigmatskim listovima (izdanja "Čvora", "Džepna križaljka", "Enigma", izdanja "Feniksa", "Huper", "Križaljke ZG-revije", "Kviz", "Kvizorama", "Mala ukrštenica", "Marbo-megaukrštenica", "Razonoda milijuna", "Rebus", "Sfinga", "Slova do krova", ...), kao i u više neenigmatskih listova ("Belje", "Baranjske novine", "Dosje XX. stoljeća", Glas Slavonije, "Politika", "Politika-ekspres" i dr.). 
Za svoj enigmatski rad dobio više priznanja (npr. "Kvizovu" godišnju nagradu "Boris Janković-Argus" 1989.), uvršten u knjigu Ivice Mlađenovića "Istaknuti enigmati Jugoslavije" (1989.) i u Horvatov "Leksikon zagonetača Jugoslavije".Godine 2000 osvojio Feniksov kup. Enigmatski opus gotovo isključivo čine mu križaljke, dok ostale enigmatske vrste (kvadrate 7x7 i 8x8, štitove, anagrame i rebuse) sastavlja povremeno. Objavljivao pod brojnim pseudonimima: Aristid, Cooper, Dardan, Daros, Jordan, M. Baranjac, Trane, Vanja i dr. (jn)